# Luis Iriarte
Luis Fernando Iriarte (Cartagena, Bolívar, Colombia; 31 de diciembre de 1982) es un futbolista colombiano. Juega de Mediocampista.

## Clubes
| Club                 | País     | Año         |
| -------------------- | -------- | ----------- |
| Atlético Bucaramanga | Colombia | 2005        |
| Envigado             | Colombia | 2006        |
| Real Cartagena       | Colombia | 2006        |
| Junior               | Colombia | 2007        |
| Real Cartagena       | Colombia | 2008 - 2011 |
| Cúcuta Deportivo     | Colombia | 2011 - 2012 |
| Real Cartagena       | Colombia | 2012        |
| Unión Magdalena      | Colombia | 2013        |
| Valledupar FC        | Colombia | 2014 - 2017 |

## Palmarés

### Torneos nacionales
| Título    | Equipo         | País     | Año  |
| --------- | -------------- | -------- | ---- |
| Primera B | Real Cartagena | Colombia | 2008 |